# Survivor Series: WarGames (2025)
Survivor Series: WarGames 2025, también promocionado como Survivor Series: WarGames San Diego, es un evento de pago por visión de lucha libre profesional y de WWE Network producido por WWE para sus divisiones de marca Raw y SmackDown que tendrá lugar el 29 de noviembre de 2025 en el Petco Park en San Diego, California. Será el trigésimo noveno evento bajo la cronología de Survivor Series y la cuarta consecutiva que incluye el concepto WarGames.

## Producción
Survivor Series es un evento anual de pago por visión (PPV) y WWE Network, producido por WWE cada noviembre desde 1987. Es el segundo evento de pago por visión con más años de la historia, sólo por detrás de WrestleMania, y uno de los cinco eventos más importantes del año, junto con el mencionado WrestleMania, SummerSlam, Royal Rumble y Money in the Bank. Se caracteriza por tener combates de Survivor Series, que son luchas de eliminación, las que suelen enfrentar a equipos de cuatro o cinco luchadores. Sin embargo, el 19 de septiembre de 2022, el ejecutivo de WWE, Paul «Triple H» Levesque, anunció que en lugar de combates de Survivor Series, ese año habría dos combates de WarGames, uno masculino y otro femenino, los cuales serían de 5 contra 5, marcando la primera vez que un PPV de WWE contaría con este combate. El evento de 2022 pasó a llamarse Survivor Series: WarGames. La marca de desarrollo de WWE NXT celebró anteriormente un PPV anual WarGames entre 2017 y 2021. El evento de 2025 será el número 39 de la cronología de Survivor Series.

## Luchas pactadas
- WarGames Match: Luchadores por confirmar vs. Luchadores por confirmar.
- WarGames Match: Luchadoras por confirmar vs. Luchadoras por confirmar.
- John Cena vs. Luchadores por confirmar.